# 合乐苗族乡
合乐苗族乡，是中华人民共和国四川省泸州市叙永县下辖的一个乡镇级行政单位。

## 行政区划
合乐苗族乡下辖以下地区：
石梁村、四美村、红店子村、兴复村和方元村。